# Bradley Fuller
Bradley Fuller (5 novembre 1965) è un produttore cinematografico statunitense.
Laureato alla Wesleyan University, Bradley Fuller agli inizi degli anni novanta era presentatore televisivo del programma softcore Bikini beach party. Agli inizi degli anni Duemila fondò insieme a Michael Bay e Andrew Form la casa cinematografica Platinum Dunes, specializzata in film horror.
È stato produttore di film quali Non aprite quella porta (2003), La notte del giudizio (2013), Tartarughe Ninja (2014), A Quiet Place - Un posto tranquillo (2018) e A Quiet Place II (2020).